# Bactrocera fuscitibia
Bactrocera fuscitibia är en tvåvingeart som beskrevs av Drew och Albany Hancock 1994. Bactrocera fuscitibia ingår i släktet Bactrocera och familjen borrflugor. Inga underarter finns listade.